# تتیانا اوستیوزانینا
تتیانا اوستیوزانینا (اوکراینی: Тетяна Устюжаніна؛ زادهٔ ۶ مهٔ ۱۹۶۵) قایقران روئینگ اهل اوکراین است. وی همچنین از قایقرانان روئینگ بازی‌های المپیک تابستانی ۱۹۹۲ تا ۲۰۰۰ بوده‌است.